# Crash Time
Crash Time (tytuł oryg. w jęz. niem. Alarm für Cobra 11) – seria gier wyścigowych wyprodukowanych przez Synetic. Pierwsza gra z serii Alarm für Cobra 11 została wyprodukowana przez VCC Entertainment, jej druga część została wyprodukowana przez Davilex, a trzecia przez Provox Games. Wersja Cobra – oddział specjalny: Pościg wydana jako Crash Time dla iOS została wyprodukowana przez RealFun.

## SeriaCrash Time
| Gra                                               | GameRankings                                                                         | Metacritic                                                                    |
| ------------------------------------------------- | ------------------------------------------------------------------------------------ | ----------------------------------------------------------------------------- |
| Alarm für Cobra 11 Das Spiel zur RTL-Erfolgsserie | PC: –                                                                                | PC: –                                                                         |
| Alarm für Cobra 11 – Teil II                      | PC: –                                                                                | PC: –                                                                         |
| Alarm für Cobra 11 – Vol. II                      | PS2: –                                                                               | PS2: –                                                                        |
| Alarm für Cobra 11 – Vol. III                     | PC: –                                                                                | PC: –                                                                         |
| Alarm for Cobra 11: Nitro                         | PC: –                                                                                | PC: –                                                                         |
| Cobra – oddział specjalny: Pościg                 | PC: 60% (z 2 recenzji) X360: 47,29 (z 7 recenzji) iOS: –                             | PC: – X360: 44/100 (z 7 recenzji) iOS: –                                      |
| Crash Time II                                     | PC: – X360: 37% (z 1 recenzji)                                                       | PC: – X360: –                                                                 |
| Crash Time III: Nocne pościgi                     | PC: 67% (z 1 recenzji) X360: 40% (z 1 recenzji)                                      | PC: – X360: –                                                                 |
| Crash Time IV: The Syndicate                      | PC: – X360: 37,80% (z 5 recenzji) PS3: 38,50% (z 2 recenzji) 3DS: 18% (z 1 recenzji) | PC: – X360: 35/100 (z 5 recenzji) PS3: – (z 2 recenzji) 3DS: – (z 2 recenzji) |

- Alarm für Cobra 11 Das Spiel zur RTL-Erfolgsserie – 2000
- Alarm für Cobra 11 – Teil II – 2003
- Alarm für Cobra 11 – Vol. II – 2004
- Alarm für Cobra 11 – Vol. III – 2005
- Alarm for Cobra 11: Nitro – 6 listopada 2006
- Cobra – oddział specjalny: Pościg – 2 listopada 2007
- Crash Time II – 27 listopada 2008
- Crash Time III: Nocne pościgi – 18 listopada 2009
- Crash Time IV: The Syndicate – 28 lutego 2011
- Crash Time V: Undercover – 28 września 2012